# Jordi I de Saxònia
Jordi I de Saxònia (alemany: Georg von Sachsen)  (Dresden, 8 d'agost de 1832 - Pillnitz, 15 d'octubre de 1904) va ser rei de Saxònia des de la mort del seu germà, el rei Albert I de Saxònia l'any 1902, fins a la seva pròpia mort vint-i-set mesos després, l'any 1904.
Nat a la ciutat de Dresden, el dia 8 d'agost de 1832, essent fill del rei Joan I de Saxònia i de la princesa Amàlia de Baviera. Era net per via paterna del príncep Maximilià de Saxònia i de la princesa Carolina de Borbó-Parma mentre que per línia materna ho era del rei Maximilià I Josep de Baviera i de la princesa Carolina de Baden.
L'11 de maig de 1859 es casà a Lisboa amb la infanta Maria Anna de Portugal, filla de la reina Maria II de Portugal i del príncep Ferran de Saxònia-Coburg Gotha. La parella establerta a Dresden tingué 8 fills:
- SAR la princesa Maria de Saxònia, nada a Dresden el 1860 i morta el 1861.

- SAR la princesa Elisabet de Saxònia, nada a Dresden el 1862 i morta el 1863.

- SAR la princesa Matilde de Saxònia i de Portugal, nada a Dresden el 1863 i morta a la capital saxona el 1933.

- SM el rei Frederic August III de Saxònia, nat el 1865 a Dresden i mort al Castell de Sibyllenort el 1933. Es casà amb l'arxiduquessa Lluïsa d'Àustria-Toscana el 1891 a Viena de la qual es divorcià l'any 1903.

- SAR la princesa Maria Josepa de Saxònia, nada el 1867 a Dresden i morta a Erlagen el 1944. Es casà amb l'arxiduc Otó d'Àustria.

- SAR el príncep Joan de Saxònia, nat el 1869 a Dresden i mort al Castell d'Althausen el 1938. Es casà en primeres núpcies amb la princesa Isabel de Württemberg i en segones núpcies amb la princesa Maria Immaculada de Borbó-Dues Sicílies.

- SAR el príncep Maximilià de Saxònia, nat el 1870 a Dresden i mort el 1951 a Friburg.

- SAR el príncep Albert de Saxònia, nat a Dresden el 1875 i mort a Wolkau el 1900